# Janina Buczyńska
Janina Buczyńska z d. Szparagowska (ur. 6 marca 1928 w Warszawie, zm. 9 stycznia 1993 tamże) – polska metrolog i fizyk, pracownik Głównego Urzędu Miar.

## Życiorys
Edukację rozpoczęła w siedmioklasowej Publicznej Szkole Powszechnej nr 98, którą ukończyła w 1942, już w okresie okupacji niemieckiej. Następnie zapisała się do I Miejskiej Szkoły Zawodowej Żeńskiej (dzisiaj Zespół Szkół Odzieżowych, Fryzjerskich i Kosmetycznych nr 22), w której realizowany był potajemnie program gimnazjum ogólnokształcącego.

### Działalność konspiracyjna
W latach 1943–1944 należała do konspiracyjnego harcerstwa, gdzie występowała pod pseudonimem „Elka”. Wybuch powstania warszawskiego w 1944 przerwał jej naukę. W powstaniu brała udział jako łączniczka na terenie Śródmieścia Południowego. Wchodziła w skład I Obwodu „Radwan” Obwodu Śródmieście AK Rejon 3 „Ratusz” Wojskowa Służba Ochrony Powstania – VI zgrupowanie WSOP Batalion Bełt, a po jego kapitulacji została wywieziona do Niemiec, gdzie przebywała w obozie jenieckim.

### Działalność powojenna
Po zakończeniu wojny kontynuowała naukę szkolną w Niemczech i tam zdała małą maturę. W maju 1947 wróciła do Warszawy i kontynuowała naukę w Liceum Ogólnokształcącym im. J. Słowackiego, które ukończyła zdając maturę w rok później. Zaraz po maturze rozpoczęła studia na Wydziale Matematyczno-Przyrodniczym (sekcja fizyki) Uniwersytetu Warszawskiego, ale wkrótce zmuszona była je przerwać z przyczyn zdrowotnych. Ostatecznie dyplom ukończenia studiów I stopnia w zakresie fizyki otrzymała w styczniu 1956 na Wydziale Matematyki i Fizyki Uniwersytetu Warszawskiego, po złożeniu egzaminów obowiązujących w ramach studiów eksternistycznych. Dyplom ukończenia studiów wyższych II stopnia na Wydziale Fizyki UW otrzymała dopiero w 1969 po przedstawieniu i obronie pracy magisterskiej pt. Warunki występowania spójności stanów atomowych i jej obserwacje metodami optycznymi.
Pracę w Głównym Urzędzie Miar rozpoczęła w marcu 1954 jako laborantka w Laboratorium Pomiarów Wielkości Cieplnych. W miarę uzupełniania wykształcenia i zdobywania doświadczenia awansowała kolejno: na stanowisko młodszego metrologa (1956), na stanowisko metrologa w pracowni pomiarów ciepła (1959), na stanowisko metrologa w Laboratorium Pomiarów Ciepła (1961) i wreszcie w maju 1962 na stanowisko starszego metrologa w kierowanym przez doc. Janinę Butkiewicz Laboratorium Pomiarów Temperatur w Zakładzie Metrologicznym V (później był to Zakład Termodynamiki). Po utworzeniu Centralnego Urzędu Jakości i Miar i wprowadzeniu zmian organizacyjnych od 1967 powierzono jej stanowisko starszego metrologa i zastępcy kierownika Laboratorium Pomiarów Temperatury w Zakładzie Metrologicznym Termodynamiki. W zakresie jej obowiązków było m.in. opracowywanie przepisów i instrukcji, prowadzenie prac legalizacyjnych w zakresie termometrii rozszerzalnościowej, prowadzenie prac naukowo-badawczych w zakresie realizacji międzynarodowej skali temperatur i prowadzenie prac na rzecz poprawy jakości produkcji termometrów rozszerzalnościowych. Do jej znaczniejszych osiągnięć zaliczyć należy: opracowanie kompletu znowelizowanych przepisów i instrukcji o sprawdzaniu termometrów szklanych kontrolnych i użytkowych, autorskie opracowanie trzech norm PN, udział w opracowaniu zaleceń Międzynarodowej Organizacji Metrologii Prawnej (OIML), dotyczących termometrów lekarskich, udział w opracowaniu normy Międzynarodowej Organizacji Normalizacyjnej (ISO), udział w organizacji pracowni pomiarów temperatury termometrami szklanymi w okręgowych urzędach miar i w przekazywaniu im uprawnień do legalizacji termometrów szklanych. Dzięki niej polska służba miar w zakresie termometrii szklanej rozwinęła się do poziomu europejskiego (doc. Andrzej Houwalt, Kierownik Zakładu Termodynamiki). Osiągnęła status międzynarodowego autorytetu w tej dziedzinie. Na emeryturę przeszła 31 października 1983 roku.
Zmarła 9 stycznia 1993 i została pochowana w Warszawie na cmentarzu Powązkowskim w Warszawie (kw. 254).

## Publikacje, artykuły, sprawozdania[4]
- Butkiewicz J., Buczyńska J., Skale temperatury i jej legalne jednostki, [w:] "Pomiary, Automatyka, Kontrola" 1968 nr 1,
- Przeprowadzenie pomiarów wstępnych w zakresie wzorcowania termometrów szklanych za pomocą termometrów oporowych - sprawozdanie z pracy badawczej, 1968,
- Realizacja punktu potrójnego wody w oparciu o prototypową komórkę produkcji Laboratorium Pomiarów Temperatury Centralnego Urzędu Jakości i Miar (CUJiM) - sprawozdanie z pracy badawczej, 1968,
- Podstawowe zadania dotyczące odtwarzania i przekazywania Międzynarodowej Praktycznej Skali Temperatury (MPST) w zakresie od -200 do +1100 st. C - sprawozdanie z pracy badawczej, 1972,
- Ustalenie charakterystyk etalonów kontrolnych I rzędu w postaci termometrów szklanych w zakresie wskazań od 0 do 200 st. C w odniesieniu do Międzynarodowej Praktycznej Skali Temperatury (MPST) zrealizowanej w Polskim Komitecie Normalizacji i Miar (PKNiM) - sprawozdanie z pracy badawczej, 1972.

## Nagrody i odznaczenia
- 1975 – Srebrny Krzyż Zasługi
- 1976 – Medal za Warszawę 1939–1945
- 1980 – Złoty Krzyż Zasługi[2]